# Гарбуз Анатолій Якович
Анатолій Якович Гарбуз (нар. 20 січня 1933, селище Олександрівка, тепер Мар'їнського району Донецької області) — український радянський діяч, бригадир гірників очисного вибою шахтоуправління «Петровське» виробничого об'єднання «Донецьквугілля» Донецької області. Депутат Верховної Ради УРСР 8-9-го скликань.

## Біографія
Освіта середня спеціальна.
З 1951 р. — електрослюсар.
У 1954 — 1957 р. — служба в Радянській армії.
У 1957 — 1971 р. — електрослюсар, робітник очисного вибою, бригадир прохідницької бригади, бригадир гірників очисного вибою шахтоуправління № 5 комбінату «Донецьквугілля» Донецької області.
Член КПРС з 1962 року.
З 1971 р. — бригадир гірників очисного вибою шахтоуправління «Петровське» виробничого об'єднання «Донецьквугілля» Донецької області.
Потім — на пенсії у місті Донецьку.

## Нагороди
- ордени
- медалі
- почесний шахтар СРСР